# Großindustrie und Aufstieg der NSDAP
Die Frage nach dem Anteil der Großindustrie am Aufstieg der NSDAP ist in der Geschichtswissenschaft ein zentraler Gegenstand in der politischen und wissenschaftlichen Auseinandersetzung mit dem Nationalsozialismus und der Endphase der Weimarer Republik. Umstritten ist dabei vor allem, ob und wie weit die Großindustrie die NSDAP in den entscheidenden Jahren nach der Reichstagswahl von 1930 bis zum Beginn der nationalsozialistischen Herrschaft 1933 förderte.
Im Wesentlichen standen sich dabei drei Interpretationsrichtungen gegenüber: Der marxistisch-leninistischen Agententheorie, nach der die Nazis bezahlte Interessenvertreter der Industrie waren, widersprach der amerikanische Historiker Henry Ashby Turner seit den 1970er Jahren in verschiedenen Publikationen. Er bestritt einen systematischen Zusammenhang zwischen großindustriellen Interessen und nationalsozialistischer Politik vor 1933. Mit seinen Forschungsergebnissen löste er eine scharf geführte Kontroverse aus. Eine mittlere Position erklärte den Aufstieg des Nationalsozialismus aus den sozialökonomischen Bedingungen heraus, sah die NSDAP aber keineswegs komplett abhängig von großindustriellen Interessen. Turners Positionen wurden aber hauptsächlich bestätigt. Heute wird die These, die finanzielle Unterstützung durch Industrielle sei ein entscheidender Faktor für den Aufstieg der NSDAP zur Macht gewesen, von der Lehrmeinung in der Geschichtswissenschaft abgelehnt.

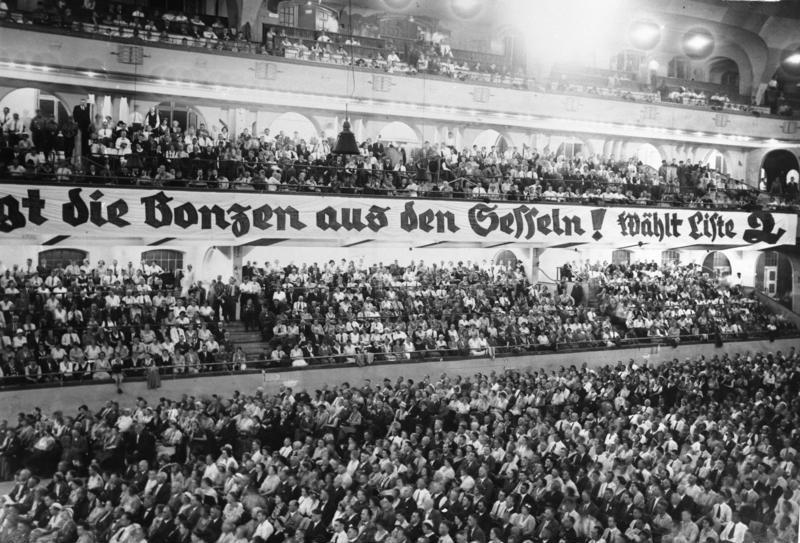
Berlin/Sportpalast, 1932, NS-Betriebszellenversammlung: „Jagt die Bonzen aus den Sesseln!“ Die Weimarer Republik wurde von NS-Seite als Bonzokratie („Korruptionsstaat“) verhöhnt. Nach der Gleichschaltung 1933 nahm die Verwendung dieses Begriffs jedoch ab.

## Einschätzung von Zeitgenossen
Bereits in der Weimarer Republik sahen linksdemokratische Publizisten in Hitler eine „Kreatur der Industrie“ (Carl von Ossietzky, 1930) und den Nationalsozialismus „im Solde der Industriellen“ (Kurt Hiller, 1930). Ihren bildlichen Ausdruck fand die Überzeugung, die NS-Bewegung wäre nur ein Instrument der sie finanzierenden Kapitalisten, in John Heartfields Fotomontage, die im Oktober 1932 auf dem Titelbild der Arbeiter-Illustrierte-Zeitung erschien. Unter der Schlagzeile: „Der Sinn des Hitlergrußes“ sieht man Hitler mit grüßend nach hinten gewinkeltem Arm; hinter ihm stehend legt eine überdimensionierte Figur im Anzug mehrere Tausend-Mark-Scheine in seine Hand; der Text „Millionen stehen hinter mir“ persifliert kalauernd Hitlers Sprache.
Die in Heartfields Montage ausgedrückte These ähnelt der Ausformulierung der marxistisch-leninistischen Faschismustheorie durch das 13. Plenum des Exekutivkomitees der Komintern (EKKI) vom Dezember 1933, die Georgi Dimitroff auf dem 7. Weltkongress der Kommunistischen Internationale im August 1935 übernahm:

„Der Faschismus an der Macht, Genossen, ist, wie ihn das 13. Plenum des EKKI richtig charakterisiert hat, «die offene, terroristische Diktatur der reaktionärsten, am meisten chauvinistischsten, am meisten imperialistischen Elemente des Finanzkapitals».“

Wenn die Nationalsozialisten die Agenten der Monopolkapitalisten waren, dann war es naheliegend, dass diese sie auch bezahlt hatten. Diese Überzeugung wurde als Agententheorie fester Bestandteil der sowjetkommunistischen Ideologie.
In den 1920er Jahren war das Gerücht verbreitet, der amerikanische Industrielle Henry Ford, der stark zur Publizität der antisemitischen Hetzschrift Protokolle der Weisen von Zion beigetragen hatte, würde die NSDAP finanziell unterstützen. Dies wurde 1928 von Hitler unter Hinweis auf Fords Mitgliedschaft in der Demokratischen Partei dementiert, eine lobende Erwähnung Fords wurde 1931 aus der Neuauflage von Mein Kampf gestrichen.

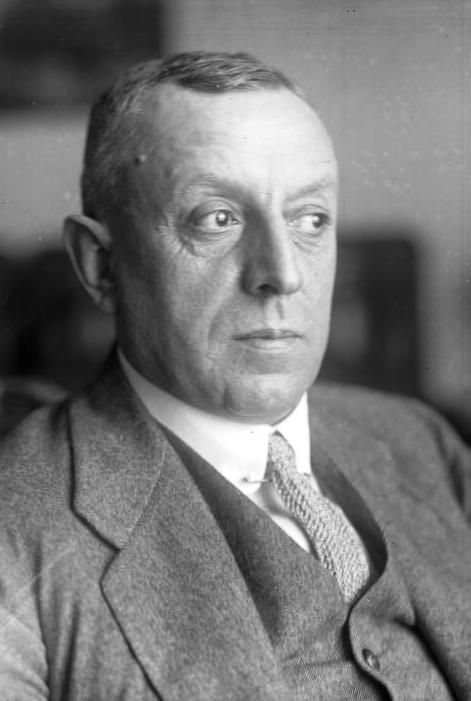
Fritz Thyssen (1928)

Auch viele konservative Zeitgenossen glaubten an eine großindustrielle Unterstützung für die NSDAP. Für den ehemaligen Reichskanzler Heinrich Brüning war die Finanzierung durch die Großindustrie die Ursache für den Aufstieg Hitlers. Er schrieb am 28. August 1937, aus seinem Exil, in einem privaten Brief an Winston Churchill:

„Hitlers wirklicher Aufstieg begann erst 1929, als die deutschen Großindustriellen und andere es ablehnten, weiterhin Gelder an eine Menge patriotischer Organisationen auszuschütten, die bis dahin die ganze Arbeit für das deutsche ‚Risorgimento’ geleistet hatten. Ihrer Ansicht nach waren diese Organisationen in ihren sozialen Gedanken zu fortschrittlich. Sie waren froh, dass Hitler die Arbeiter radikal entrechten wollte. Die Geldspenden, die sie anderen Organisationen vorenthielten, flossen Hitlers Organisation zu. Das ist natürlich allerorts der übliche Beginn des Faschismus.“

Einzelne Industrielle wie Fritz Thyssen und Emil Kirdorf machten aus ihrer Unterstützung für die junge Partei Hitlers keinen Hehl. Die Nationalsozialisten selbst gaben gelegentlich ebenfalls freimütig zu, dass sie Spenden aus der Industrie annahmen. So beschreibt Heinrich Brüning in seinen Memoiren seine Empörung, als er „aus Nazi-Kreisen“ erfahren habe, dass die Vereinigten Stahlwerke im Präsidentschaftswahlkampf 1932 eine halbe Million RM an Hitler gespendet hätten, der von ihm unterstützte Paul von Hindenburg dagegen nur 5000 RM erhalten habe. Die Reichskanzlei setzte daraufhin eine Untersuchung in Gang, die auf der Grundlage von Schätzungen und Pressespekulationen zu der Ansicht kam, dass von April 1931 bis April 1932 40 bis 45 Millionen Reichsmark von ausländischen Industriellen an die NSDAP gezahlt wurden. Von inländischen Unternehmern seien aber nur fünf Millionen gezahlt worden, was einem Anteil von sieben bis acht Prozent der jährlichen Parteieinnahmen entsprach. Als gegenwärtige oder ehemalige Spender nannte die Untersuchung Thyssen, den jüdischen Warenhausbesitzer Oscar Tietz († 17. Januar 1923 in Klosters), den französischen Interessenverband der Schwerindustrie Comité des Forges, den griechischen Waffenhändler Basil Zaharoff, den britischen Rüstungskonzern Vickers, Henri Deterding und Ivar Kreuger. Untersuchungen der preußischen Polizei, die sich im Sommer 1930 mit nachrichtendienstlichen Methoden die internen Abrechnungen des Bergbauvereins und des Vereins Deutscher Eisen- und Stahlindustrieller beschafft hatte, fand dagegen keine Belege für eine Unterstützung der NSDAP.
Die Bemühungen Hitlers und seiner Partei, diese Geldquelle noch üppiger sprudeln zu lassen, wie etwa seine Rede vor dem Düsseldorfer Industrie-Club am 26. Januar 1932, wurden von der kommunistischen Presse stark skandalisiert, was ebenfalls dazu beitrug, dass weite Kreise der Zeitgenossen glaubten, dass sie durchaus erfolgreich gewesen seien.

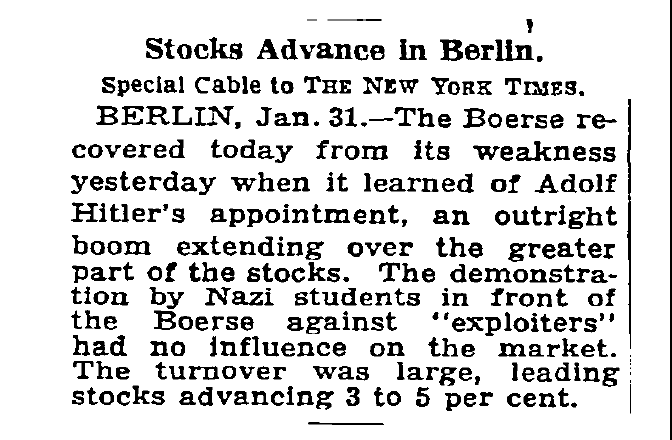
Bericht der New York Times vom 1. Februar 1933 über einen Boom an der deutschen Börse nach Hitlers Ernennung zum Reichskanzler

Laut Turner reagierte die Berliner Börse vorsichtig und schwankend auf die Ernennung Hitlers zum Reichskanzler. Nach drei Wochen hätten sich die Aktienkurse ungefähr auf dem Niveau von Ende Januar befunden. Eine Statistik der Aktienkurse, die der amerikanische Politikwissenschaftler Thomas Ferguson und der Schweizer Ökonom Hans-Joachim Voth veröffentlichten, zeigt einen positiven Börsentrend seit November 1932, der bis Mai 1933 anhielt. Sie zitieren die New York Times vom 1. Februar 1933, die von einem regelrechten Boom mit Kurssteigerungen von 3 bis 5 Prozent schrieb.
Nach dem Zweiten Weltkrieg herrschte unter den Siegermächten und bei vielen Deutschen eine heute erstaunlich wirkende Einmütigkeit darüber, die Oberschichten pauschal für das NS-Regime mitverantwortlich zu machen. Der amerikanische Hauptankläger im Nürnberger Prozess, Telford Taylor, sagte 1947 in Nürnberg:

„Ohne die Zusammenarbeit der deutschen Industrie und der Nazi-Partei hätten Hitler und seine Parteigenossen niemals die Macht in Deutschland ergreifen und festigen können, und das Dritte Reich hätte nie gewagt, die Welt in einen Krieg zu stürzen“

Ein Sonderausschuss des US-Senats unter der Leitung von Harley M. Kilgore kam zu dem Schluss, dass „die Unterstützung seitens der deutschen Schwerindustrie und Hochfinanz […] den Nationalsozialisten die Machtergreifung“ ermöglicht habe.

## Marxistische Einschätzungen seit der Nachkriegszeit

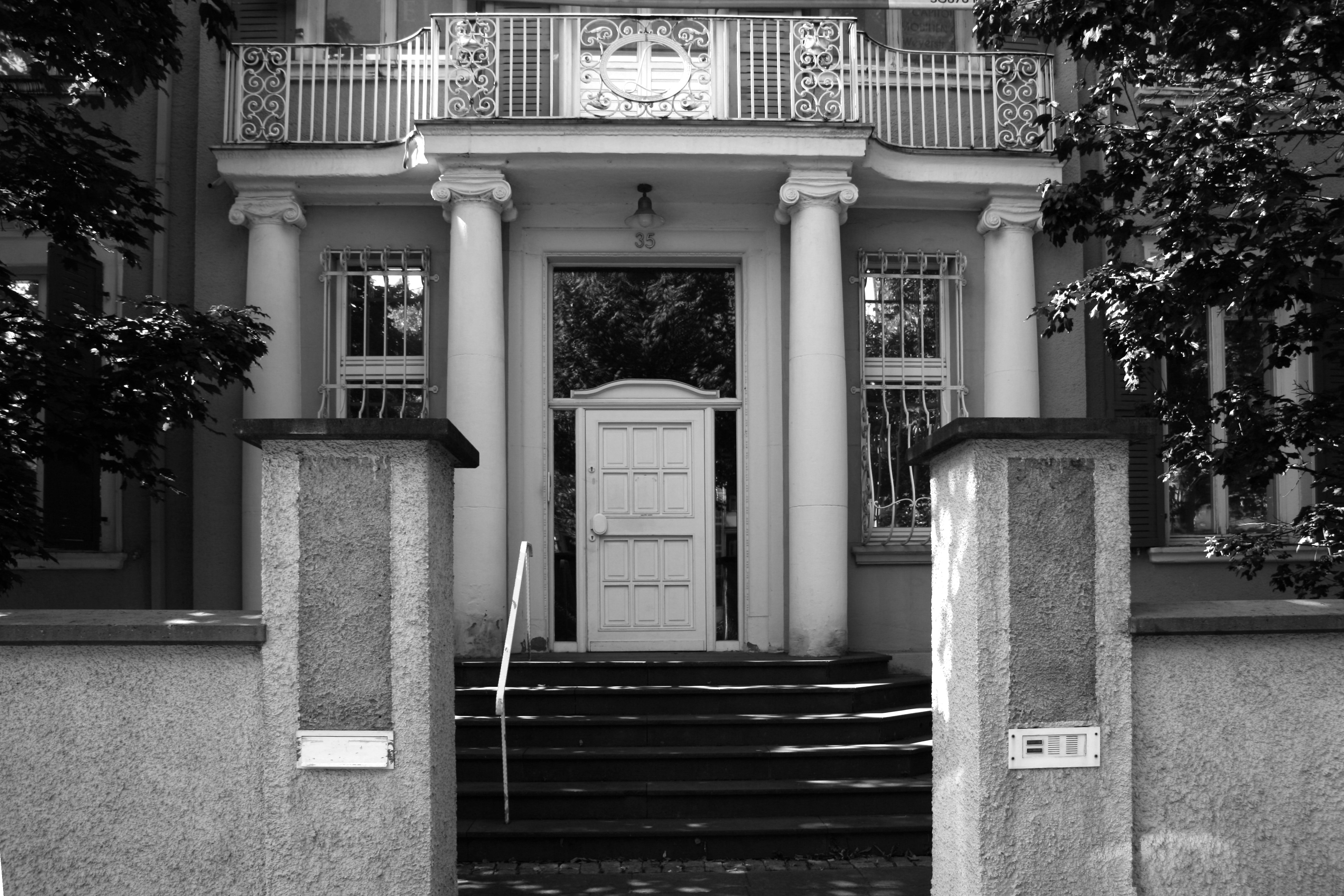
Die Kölner Villa Kurt von Schröders, in der Papen und Hitler am 4. Januar 1933 eine gemeinsame Regierungsbildung verabredeten

### Industrie und Nationalsozialismus vor 1930

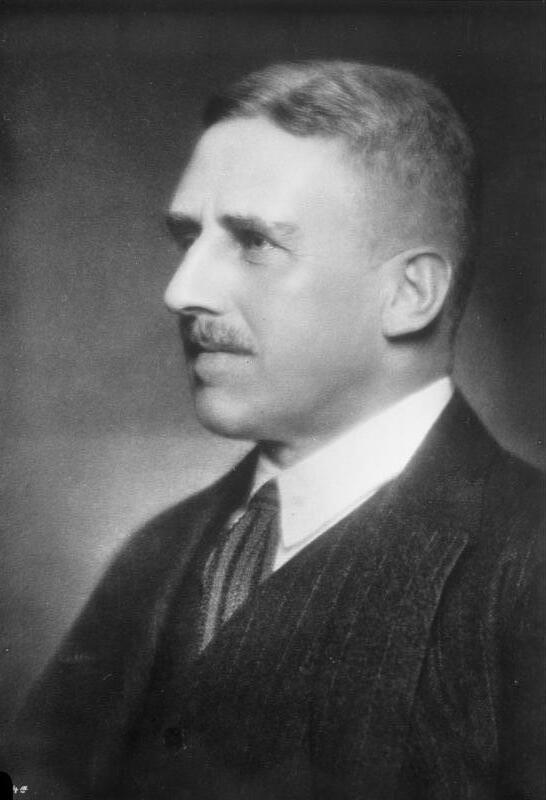
Ernst von Borsig, Porträtaufnahme aus dem Jahr 1930

### Turners Forschungen

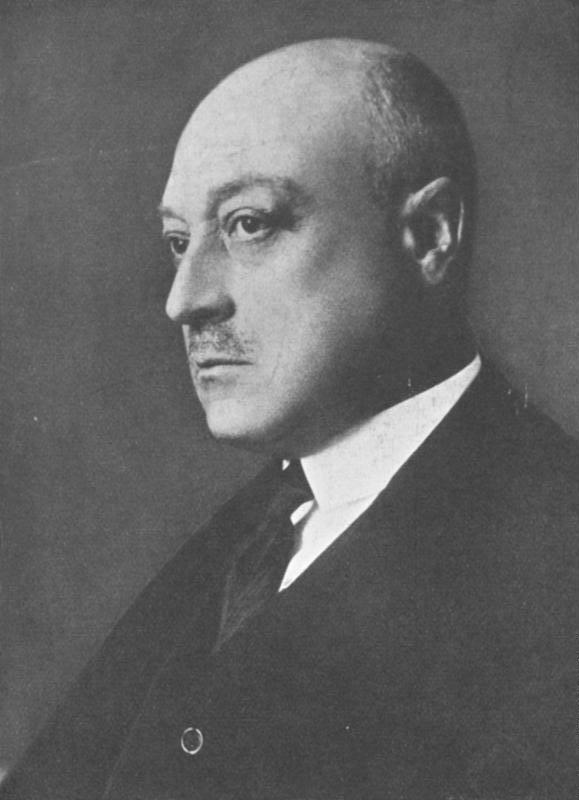
Der Braunkohlen-Industrielle Paul Silverberg, Aufnahme aus dem Jahr 1930

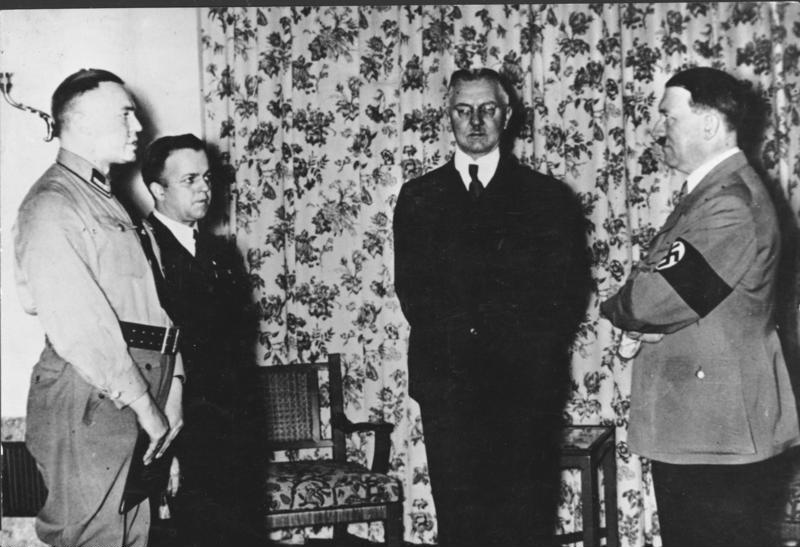
Hjalmar Schacht als Wirtschaftsminister im Gespräch mit Hitler, Aufnahme aus dem Jahr 1936

Albert Vögler, der Generaldirektor der Vereinigten Stahlwerke, unterstützte 1932 die Regierung Papen

### Kritik und Turner-Stegmann-Kontroverse

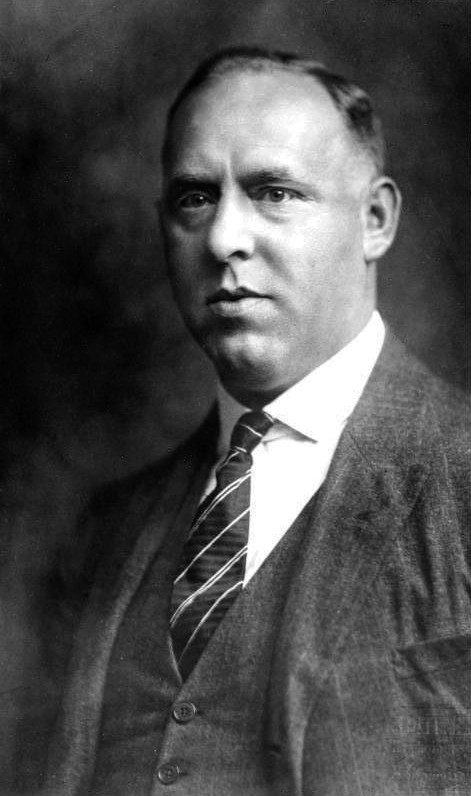
Hitlers innerparteilicher Widersacher Gregor Strasser, Aufnahme aus dem Jahr 1928

### Die Diskussion in den 1980er Jahren

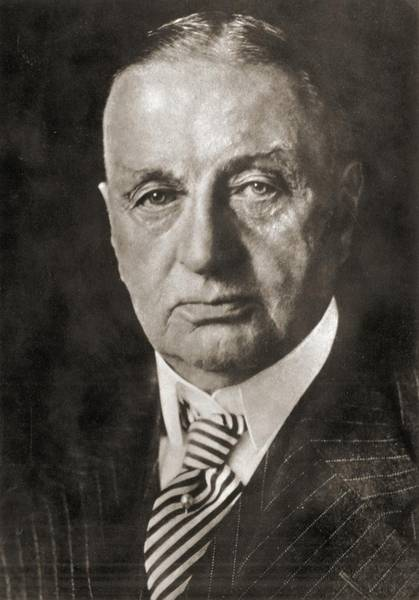
Paul Reusch, undatierte Porträtaufnahme